# Езидизм
Езиди́зм (курд. Êzdiyatî, êzdîtî), также шарфадин (курд. Şerfedîn, «Благая вера») — синкретическая религия езидов (курдского субэтноса).
Сочетает элементы нескольких религий — ислама, несторианского христианства, иудаизма и зороастризма.
Последователи веруют в существование единого Бога и его семи ангелов, главным из которых является Малак Таус. Вера езидов проповедует, что стать езидом нельзя, им можно только родиться.
Основателем религии считается Ади ибн Мусафир (шейх Ади), живший в XI—XII веках и почитаемый езидами как пророк.

## Общие сведения
Из-за гонений, закрытого характера религии, а также в связи с устным, в основном, характером передачи знаний и тому подобных причин религия езидов довольно плохо изучена исследователями.
Согласно преданию, основателем езидизма в XII в. является суфийский шейх Ади ибн Мусафир, известный как шейх Ади или Шихади (ум. 1160 или 1162). По преданию езидов — переродившийся в облике человека верховный архангел, наряду с Малак Таусом. Шейх Ади основал суфийский орден адавийя, на основе которого образовалась община езидов; окончательно вероучение сложилось к XIV—XV векам.
Религия езидов близка вероучению других синкретических курдских религий — алевитов (не путать с алавитами) и али-илахов, вместе с которыми объединяется под общим названием язданизм. Опирается в основном на устную традицию. Имеются также две священные книги с изложением догматики, канонов, космогонии и обрядов: Кетебе Джилве («Книга откровения») и Масхафе раш («Чёрная книга», «чёрный свиток»). Помимо них, источниками вероучения являются религиозные гимны: «кавлы» (или «каулы», от араб. قول‎ qawl «слово, речения») и «бейты» (от араб. بيت‎ bayt «двустишие»), важнейшие из многих жанров молитвенной поэзии, наряду с дуа, джандиль, дуруз, мисхабат. Знатоки и певцы этих гимнов составляют низшее духовное сословие — каввалов. Язык езидских религиозных писаний — курдский (курманджи). Первым, древнейшим кавлом считается так называемый «Qewlê Xwedê» («Изречение Бога»):
- Çûme mala merebî
- Qewlê Xwedê û nebî
- Her kes ber bi rîya xwe bî
- (Qewlê koçeka, III)

Перевод:
- В дом наставника пошёл я,
Слово Бога и Пророков [преподал он мне]:
- Каждый пусть идет своим путём (дословно: «в направлении своего лица смотрит»)

(Гимн о прорицателях, III)
Анализ этого гимна подтверждает позднее происхождение религии езидизм: в нём присутствуют арабские слова mal «имущество, дом», qewl «изречение», nebî «пророк(и)», mereb «наставник, воспитатель», а также персидские her kes «каждый», rî «лицо, сторона (от رو)» и общеиранское Xwedê «Бог».
Мусульманские критики религии езидизма часто ассоциируют почитаемого езидами верховного ангела Мелек-Тавуси (Малак Тавус; Ангела Азраила) с Иблисом или с падшим ангелом, в связи с этим езидов считали «поклонниками злого» духа. Езидское вероучение считает, что бог сотворил Вселенную с помощью Малак-Тавуса, а в некоторых устных легендах сам Малак-Тавус является творцом. В езидской религии Малак-Тавус представляется иногда как бог, иногда помощником, иногда близким богу ангелом. Такого рода лабильное определение основных функций божества в езидизме антагонистично настроенные мусульмане — соседи езидов осмысливали как поклонение сатане. Езиды признают существование единого бога-творца и его семи ангелов.
Главной святыней езидов служит храм при мавзолее шейха Шариф Ади ибн Мусафир в Лалеше в 40 км к северу от Мосула (Ирак).
Основные культовые предметы — 7 бронзовых литых статуэток птицы на высокой подставке (санджак), хранящиеся в Лалеше, символизирующие 7 основных ангелов (архангелов). Периодически их с процессиями носят по селениям езидов представители специального сословия — «кавлы» (сборщики пожертвований), собирая при этом пожертвования.

## Основы вероучения
Малак Тавус (Малаки-Таус, Мелек-Тавус— «Ангел-Павлин») — глава ангелов в религии езидов, которого изображают в виде павлина. Символ мудрости и величия. Предание, распространённое на севере Ирака гласит: павлин был раньше любимой птицей бога, жившей в раю, но оттуда был изгнан за высокомерие и гордыню. Наказав, бог сделал ноги павлина безобразными, поручив змее охранять ворота в рай: павлин не имел права вернуться туда, пока свои грехи не искупит покаянием.

## Общество езидов (Эздихан)
Езиды традиционно делятся на две основные эндогамные касты, представляющие духовное и светское сословие.
В свою очередь, духовная каста (сословие) делится на три главные группы, также не имеющие права родниться между собой:
- шейхи (старцы — высшая духовная каста в езидстве[18]; в езидской теологии термин «шейх» приобрел широкий смысл: дух, мастер, покровитель; в обычном понимании: священнослужитель, особое духовное сословие);
- пиры[19];
- факиры.

Без участия шейхов и пиров невозможно провести ни одного ритуала по случаю рождения ребёнка, свадьбы, похорон и т. п.
Также к духовному сословию относятся и следующие низшие степени духовных:
- навалы — посланцы шейха, ездящие за поборами и пожертвованиями,
- ауханы
- прислужники при храме.

Светскую (мирскую) касту составляют мюриды (мриды).
Мюрид — ученик, послушник, мирянин; в свою очередь, каждый шейх и пир тоже является мюридом по отношению к своим шейху и пиру.
Высшая духовная власть принадлежит «шейху» («шейхану») — потомку шейха Шарифа Ади ибн Мусафир, воля которого признавалась священной для каждого езида, в том числе, и для «эмира» («мира») — высшего представителя светской власти, утверждавшегося во времена Османской империи турецким правительством. В настоящее время обе эти должности совмещены в одном лице «мир-шейхана», которым с 1944 является Мир Тахсин Бег.
В числе наиболее страшных грехов езидов числятся так называемые «се харф» три смертных греха:
- Первый: истинному езиду нельзя вступать в брак или во внебрачную связь с представителями других каст.
- Второй: езид не имеет право вступать в брак с иноверцем и, таким образом, не имеет право переходить в иную веру и принять представителя другой религии в езидизм.
- Третий: ни один езид не вправе поднять руки на представителя духовной касты.

Считалось также, что обращение в езидизм возможно на добровольной основе, в последнее время, в связи с геноцидом езидов со стороны террористической организации Исламское государство курдские активисты активно принимают езидизм с целью защитить свою древнюю религию и привлечения внимания к геноциду езидов и призывают к этому другие народы Курдистана.

## Праздники
Основные публичные религиозные праздники — Рожие Эзид (трёхдневнный пост) и следующий за ним праздник сотворения мира (Aida Ezid) — в декабре, пост в память пророка Хидир-Наби (Хидир-Ильяса) в феврале, Новый год в весеннее равноденствие, день поминовения усопших в середине июня.
Из семейных церемоний важнейшая — первая стрижка мальчиков шейхом (биск).
Новый год (Сарсал) отмечается в первую среду нисана (март-апрель), который также получил название Чаршама Сор («красная среда»). К этому празднику пекут куличи (клоч) и красят яйца, которые затем относят на кладбища как дары мёртвым родственникам, также посыпают разноцветной скорлупой от яиц поля, чтобы в этот год земля дала богатый урожай. После встречи нового года в течение месяца в селениях езидов с большим ликованием ежедневно празднуют дни святых, так называемые, таваф (tewaf). Езиды образуют громадные хороводы, во время которых пляшут под музыку зурны и барабана.
Праздник езидов (Аиде Эзиде) празднуется во вторую пятницу декабря. Через неделю празднуется Праздник Солнца (Аиде Шамс), а в феврале Хыдыр Наби (Хызр).